# Centronia mutisii
Centronia mutisii är en tvåhjärtbladig växtart som först beskrevs av Aimé Bonpland, och fick sitt nu gällande namn av José Jéronimo Triana. Centronia mutisii ingår i släktet Centronia och familjen Melastomataceae. IUCN kategoriserar arten globalt som sårbar.
Artens utbredningsområde är Colombia. Inga underarter finns listade i Catalogue of Life.